# San Miguel Piedras
San Miguel Piedras là một đô thị thuộc bang Oaxaca, México. Năm 2005, dân số của đô thị này là 1375 người.